# Wilco
 For alternative betydninger, se Wilco (flertydig). (Se også artikler, som begynder med Wilco)
Wilco er et amerikansk alternative rockband fra Chicago i Illinois. Bandet blev dannet i 1994 og har vundet to Grammy Awards.